# Wysszaja liga kirgiska w piłce nożnej (2005)
Wysszaja liga (2005) – 14. edycja najwyższej piłkarskiej klasy rozgrywkowej w Kirgistanie. Rozgrywki odbywają się systemem wiosna-jesień. Wzięło w nich udział 8 drużyn, grając systemem kołowym w 4 rundach. Tytuł obroniła drużyna Dordoj-Dinamo Naryn. Tytuł króla strzelców zdobył Jewgienij Bołdygin, który w barwach klubu Dżasztyk-Ak-Ałtyn Karasuu strzelił 23 gole.

## Tabela końcowa
|   | Klub                      | M  | Z  | R | P  | Br+ | Br- | Pkt | Uwagi               |
| 1 | Dordoj-Dinamo Naryn       | 24 | 19 | 3 | 2  | 67  | 12  | 60  | Baraż o mistrzostwo |
| 2 | Szoro-SKA Biszkek         | 24 | 19 | 3 | 2  | 55  | 12  | 60  | Baraż o mistrzostwo |
| 3 | Dżasztyk-Ak-Ałtyn Karasuu | 24 | 12 | 2 | 10 | 47  | 39  | 38  |                     |
| 4 | Abdysz-Ata Kant           | 24 | 9  | 4 | 11 | 40  | 49  | 31  |                     |
| 5 | Ałaj Osz                  | 24 | 7  | 4 | 13 | 37  | 56  | 25  |                     |
| 6 | RUOR Gwardija Biszkek     | 14 | 5  | 1 | 8  | 18  | 37  | 16  | Wycofanie się       |
| 7 | Kirgistan U-21            | 24 | 4  | 3 | 17 | 28  | 53  | 15  |                     |
| 8 | Ał-Fagir Arawan           | 14 | 1  | 0 | 13 | 4   | 38  | 3   | Wycofanie się       |

## Baraż o mistrzostwo
| 4 listopada 2005 | Dordoj-Dinamo Naryn · Rusłan Sidikow 71' | 1:1 (k. 4:2)0:1 | Szoro-SKA Biszkek · 7' Murat Dżumakiejew | Stadion Spartak, Biszkek Widzów: 5 000 Sędzia: Kajrat Słambekow |
|                  |                                          |                 |                                          |                                                                 |

Zespół Dordoj-Dinamo Naryn został mistrzem Kirgistanu w tym sezonie.